# Premis Oscar de 1989
Els Premis Oscar de 1989 (en anglès: 62nd Academy Awards) foren presentats el dia 26 de març de 1990 en una cerimònia realitzada al Dorothy Chandler Pavilion de Los Angeles.
Per primera vegada actuà de presentador Billy Crystal.

## Curiositats
La pel·lícula més nominada de la nit fou Tot passejant Miss Daisy de Bruce Beresford, que aconseguí nou nominacions, si bé no aconseguí la nominació de millor direcció. Així mateix també fou la més guardonada de la nit amb quatre premis: millor pel·lícula, actriu principal, guió adaptat i maquillatge, i es convertí en el tercer film en aconseguir el màxim premi sense tenir el seu director nominat. La segona pel·lícula amb més nominacions fou Born on the Fourth of July d'Oliver Stone, que aconseguí vuit nominacions, i aconseguí dos premis, millor director i millor fotografia.
Kenneth Branagh aconseguí la nominació a millor director i actor per la mateixa pel·lícula Henry V, convertint-se en la cinquena persona en aconseguir aquest fet.
Durant la cerimònia es reté homenatge als 50 anys de l'estrena d'El màgic d'Oz, mitjançant la interpretació de la cançó "Over the Rainbow" per part de Diana Ross.

## Premis
A continuació es mostren les pel·lícules que varen guanyar i que estigueren nominades a l'Oscar l'any 1989:
| Millor pel·lícula | Millor direcció |
| --- | --- |
| - Tot passejant Miss Daisy (Richard D. Zanuck i Lili Fini Zanuck per The Zanuck Company i Warner Bros.) - Born on the Fourth of July (A. Kitman Ho i Oliver Stone per Universal Pictures) - Camp de somnis (Lawrence Gordon i Charles Gordon per Universal Pictures) - El club dels poetes morts (Steven Haft, Paul Junger Witt i Tony Thomas per Touchstone Pictures) - My Left Foot (Noel Pearson per Granada Films) | - Oliver Stone per Born on the Fourth of July - Woody Allen per Delictes i faltes - Kenneth Branagh per Henry V - Jim Sheridan per My Left Foot - Peter Weir per El club dels poetes morts |
| Millor actor | Millor actriu |
| - Daniel Day-Lewis per My Left Foot com a Christy Brown - Kenneth Branagh per Henry V com a Enric V d'Anglaterra - Tom Cruise per Born on the Fourth of July com a Ron Kovic - Morgan Freeman per Tot passejant Miss Daisy com a Hoke Colburn - Robin Williams per El club dels poetes morts com a John Charles Keating                                                                                                | - Jessica Tandy per Tot passejant Miss Daisy com a Daisy Werthan - Isabelle Adjani per Camille Claudel com a Camille Claudel - Pauline Collins per Shirley Valentine com a Shirley Valentine-Bradshaw - Jessica Lange per La capsa de música com a Ann Talbot - Michelle Pfeiffer per Els fabulosos Baker Boys com a Susie Diamond |
| Millor actor secundari | Millor actriu secundària |
| - Denzel Washington per Temps de glòria com a Pvt. Silas Trip - Danny Aiello per Do the Right Thing com a Sal Frangione - Dan Aykroyd per Tot passejant Miss Daisy com a Boolie Werthan - Marlon Brando per A Dry White Season com a Ian Mackenzie - Martin Landau per Delictes i faltes com a Judah Rosenthal | - Brenda Fricker per My Left Foot com a Bridget Fagan Brown - Anjelica Huston per Enemies, A Love Story com a Tamara Broder - Lena Olin per Enemies, A Love Story com a Masha - Julia Roberts per Magnòlies d'acer com a Shelby Eatenton Latcherie - Dianne Wiest per Parenthood com a Helen Buckman |
| Millor guió original | Millor guió adaptat |
| - Tom Schulman per El club dels poetes morts - Woody Allen per Delictes i faltes - Spike Lee per Do the Right Thing - Steven Soderbergh per Sexe, mentides i cintes de vídeo - Nora Ephron per When Harry Met Sally... | - Alfred Uhry per Tot passejant Miss Daisy (sobre obra de teatre pròpia) - Oliver Stone i Ron Kovic per Born on the Fourth of July (sobre autobiografia de Ron Kovic) - Phil Alden Robinson per Camp de somnis (sobre hist. de W. P. Kinsella) - Roger L. Simon i Paul Mazursky per Enemies, A Love Story (sobre hist. d'Isaac Bashevis Singer) - Jim Sheridan i Shane Connaughton per My Left Foot (sobre hist. de Christy Brown)                            |
| Millor pel·lícula de parla no anglesa | |
| - Cinema Paradiso de Giuseppe Tornatore (Itàlia) - Camille Claudel de Bruno Nuytten (França) - Jésus de Montréa de Denys Arcand (Canadà) - Dansen med Regitze de Kaspar Rostrup - Lo que le Pasó a Santiago de Jacobo Morales | |
| Millor banda sonora | Millor cançó original |
| - Alan Menken per The Little Mermaid - John Williams per Born on the Fourth of July - James Horner pee Camp de somnis - Dave Grusin per The Fabulous Baker Boys - John Williams per Indiana Jones i l'última croada | - Alan Menken (música); Howard Ashman (lletra) per The Little Mermaid ("Under the Sea") - Tom Snow (música); Dean Pitchford (lletra) per Chances Are ("After All") - Marvin Hamlisch (música); Alan i Marilyn Bergman per Shirley Valentine ("The Girl Who Used to Be Me") - Randy Newman (música i lletra) per Parenthood ("I Love To See You Smile") - Alan Menken (música); Howard Ashman (lletra) per The Little Mermaid ("Kiss the Girl")                |
| Millor fotografia | Millor maquillatge |
| - Freddie Francis per Temps de glòria - Mikael Salomon per The Abyss - Haskell Wexler per L'escàndol Blaze - Robert Richardson per Born on the Fourth of July - Michael Ballhaus per Els fabulosos Baker Boys | - Manlio Rocchetti, Lynn Barber i Kevin Haney per Tot passejant Miss Daisy - Maggie Weston i Fabrizio Sforza per The Adventures of Baron Munchausen - Dick Smith, Ken Diaz i Greg Nelson per Dad |
| Millor direcció artística | Millor vestuari |
| - Anton Furst; Peter Young per Batman - Leslie Dilley; Anne Kuljian per The Abyss - Dante Ferretti; Francesca Lo Schiavo per The Adventures of Baron Munchausen - Norman Garwood; Garrett Lewis per Temps de glòria - Bruno Rubeo; Crispian Sallis per Tot passejant Miss Daisy | - Phyllis Dalton per Henry V - Gabriella Pescucci per The Adventures of Baron Munchausen - Elizabeth McBride per Tot passejant Miss Daisy - Joe Tompkins per Harlem Nights - Theodor Pištěk per Valmont |
| Millor muntatge | Millor so |
| - David Brenner i Joe Hutshing per Born on the Fourth of July - William Steinkamp per Els fabulosos Baker Boys - Noelle Boisson per L'Ours - Steven Rosenblum per Temps de glòria - Mark Warner per Tot passejant Miss Daisy | - Donald O. Mitchell, Gregg Rudloff, Elliot Tyson i Russell Williams per Temps de glòria - Don J. Bassman, Kevin F. Cleary, Richard Overton i Lee Orloff per The Abyss - Donald O. Mitchell, Kevin O'Connell, Greg P. Russell i Keith A. Wester per Black Rain - Michael Minkler, Gregory H. Watkins, Wylie Stateman i Tod A. Maitland per Born on the Fourth of July - Ben Burtt, Gary Summers, Shawn Murphy i Tony Dawe per Indiana Jones i l'última croada |
| Millors efectes visuals | Millors efectes sonors |
| - Dennis Muren, Hoyt Yeatman, John Bruno i Dennis Skotak per The Abyss - Richard Conway i Kent Houston per The Adventures of Baron Munchausen - Ken Ralston, Michael Lantieri, John Bell i Steve Gawley per Retorn al futur 2 | - Richard Hymns i Ben Burtt per Indiana Jones i l'última croada - Robert G. Henderson i Alan Robert Murray per Arma letal 2 - Milton Burrow i William Manger per Black Rain |
| Millor documental | Millor curtmetratge documental |
| - Common Threads: Stories from the Quilt de Robert Epstein i Bill Couturié - Adam Clayton Powell de Richard Killberg i Yvonne Smith - Crack USA: County Under Siege de Vince DiPersio i Bill Guttentag - For All Mankind d'Al Reinert i Betsy Broyles Breier - Super Chief: The Life and Legacy of Earl Warren de Judith Leonard i Bill Jersey                                                                         | - The Johnstown Flood de Charles Guggenheim - Fine Food, Fine Pastries, Open 6 to 9 de David Petersen - Yad Vashem: Preserving the Past to Ensure the Future de Ray Errol Fox |
| Millor curtmetratge | Millor curtmetratge d'animació |
| - Work Experience de James Hendrie - Amazon Diary de Robert Nixon - The Childeater de Jonathan Tammuz | - Balance de Christoph Lauenstein i Wolfgang Lauenstein - Korova d'Aleksandr Petrov - The Hill Farm de Mark Baker |

## Premi Honorífic
- Akira Kurosawa - pels èxits cinematogràfics que han inspirat, encantat, enriquit i entretingut audiències i realitzadors a tot el món. [estatueta]

## Premi Humanitari Jean Hersholt
- Howard W. Koch

## Premi Gordon E. Sawyer
- Pierre Angénieux

## Presentadors
| Nom                                |                                                                                     |
| ---------------------------------- | ----------------------------------------------------------------------------------- |
| Charlie O'Donnell                  | Anunciador dels premis                                                              |
| Karl Malden (president AMPAS)      | Obertura i benvinguda                                                               |
| Geena Davis                        | Millor actor secundari                                                              |
| Glenn Close Mel Gibson             | Millor direcció artística                                                           |
| Arnold Schwarzenegger              | Introductor de Kim Basinger                                                         |
| Kim Basinger                       | Presentadora del segment El club dels poetes morts, nominada a millor pel·lícula    |
| Julia Roberts                      | Introductora a la interpretació "I Love to See You Smile"                           |
| Steve Martin                       | Millor música                                                                       |
| Kenneth Branagh Elizabeth McGovern | Millor maquillatge                                                                  |
| Jack Lemmon Natalya Negoda         | Millor pel·lícula de parla no anglesa                                               |
| Kevin Kline                        | Millor actriu secundària                                                            |
| Beau Bridges Jeff Bridges          | Presentadors del segment Camp de somnis, nominada a millor pel·lícula               |
| John Candy Rick Moranis            | Millor curtmetratge                                                                 |
| Daryl Hannah                       | Introductora a les interpretacions de les cançons "Kiss the Girl" i "Under the Sea" |
| Bugs Bunny                         | Millor curtmetratge d'animació                                                      |
| Walter Matthau                     | Premi Humanitari Jean Hersholt                                                      |
| Jessica Lange                      | Presentadora del segment Tot passejant Miss Daisy, nominada a millor pel·lícula     |
| Morgan Freeman Jessica Tandy       | Millor muntatge                                                                     |
| John Goodman                       | Introductor de la cançó "The Girl Who Used to Be Me"                                |
| Tom Selleck                        | Introductor d'Isabelle Huppert                                                      |
| Isabelle Huppert                   | Premis Científics i Tècnics i Premi Gordon E. Sawyer                                |
| Bryan Brown Rachel Ward            | Millor so i millors efectes de so                                                   |
| Melanie Griffith Tom Hanks         | Millor fotografia                                                                   |
| Gregory Peck                       | Millor actriu                                                                       |
| Candice Bergen                     | Millor vestuari                                                                     |
| Dan Aykroyd Chevy Chase            | Millors efectes visuals                                                             |
| Jack Valenti                       | Introductor de George Lucas i Steven Spielberg                                      |
| George Lucas Steven Spielberg      | Premi Honorífic                                                                     |
| Denzel Washington                  | Introductor a la cançó "After All"                                                  |
| Paula Abdul Dudley Moore           | Millor cançó                                                                        |
| Danny Glover                       | Presentadora del segment Born on the Fourth of July, nominada a millor pel·lícula   |
| Norma Aleandro Charlton Heston     | Millor documental i curtmetratge documental                                         |
| Jane Fonda                         | Millor guió original i adaptat                                                      |
| Anjelica Huston                    | Presentadora del segment My Left Foot, nominada a millor pel·lícula                 |
| Robert De Niro Martin Scorsese     | Millor direcció                                                                     |
| Jodie Foster                       | Millor actor                                                                        |
| Michelle Pfeiffer                  | Introductora a la interpretació de "Over the Rainbow"                               |
| Warren Beatty Jack Nicholson       | Millor pel·lícula                                                                   |

### Actuacions
| Nom                             | Paper                        | Peça |
| ------------------------------- | ---------------------------- | --- |
| Bill Conti                      | Arranjador musical Conductor | Orquestra |
| Billy Crystal                   | Presentador                  | Obertura: My Left Foot (amb la tonada "Me and My Shadow") Camp de somnis ("Tangerine" de The Fleet's In) El club dels poetes morts ("Mutual Admiration Society") Tot passejant Miss Daisy ("Walkin' My Baby Back Home" de Happy Hunting) Born on the Fourth of July ("Born in the U.S.A." de Bruce Springsteen) |
| Randy Newman                    | Intèrpret                    | "I Love to See You Smile" de Parenthood |
| Geoffrey Holder                 | Intèrpret                    | "Kiss the Girl" i "Under the Sea" de The Little Mermaid |
| Patti Austin                    | Intèrpret                    | "The Girl Who Used to Be Me" de Shirley Valentine |
| James Ingram Melissa Manchester | Intèrprets                   | "After All" de Chances Are |
| Diana Ross                      | Intèrpret                    | "Over the Rainbow" d'El màgic d'Oz |

## Múltiples nominacions i premis
| Premis | Pel·lícula                         |
| ------ | ---------------------------------- |
| 9      | Tot passejant Miss Daisy           |
| 8      | Born on the Fourth of July         |
| 5      | Temps de glòria                    |
| 5      | My Left Foot                       |
| 4      | The Abyss                          |
| 4      | The Adventures of Baron Munchausen |
| 4      | El club dels poetes morts          |
| 4      | Els fabulosos Baker Boys           |
| 3      | Camp de somnis                     |
| 3      | Delictes i faltes                  |
| 3      | Enemies, A Love Story              |
| 3      | Henry V                            |
| 3      | Indiana Jones i l'última croada    |
| 3      | The Little Mermaid                 |
| 2      | Black Rain                         |
| 2      | Camille Claudel                    |
| 2      | Do the Right Thing                 |
| 2      | Parenthood                         |
| 2      | Shirley Valentine                  |

| Premis | Pel·lícula                 |
| ------ | -------------------------- |
| 4      | Tot passejant Miss Daisy   |
| 3      | Temps de glòria            |
| 2      | Born on the Fourth of July |
| 2      | The Little Mermaid         |
| 2      | My Left Foot               |